# Santiago Vergara
Santiago Vergara (Neuquén, Argentina; 15 de septiembre de 1991-ibídem, 28 de marzo de 2018) fue un futbolista argentino que jugaba de mediocampista.

## Trayectoria
Formado en las inferiores de Racing Club de Avellaneda, Santiago Vergara debutó con Cipolletti, el 26 de agosto de 2012, en la victoria como local de su equipo por 3-0 sobre Defensores de Belgrano. En el primer semestre de 2014 se fue a jugar al Guillermo Brown. En 2015 fichó por el Independiente de Neuquén, donde anotó cuatro goles en diez partidos y tuvo la oportunidad de enfrentar a Racing Club como titular, por el duelo de Copa Argentina.
El 22 de junio de 2015 fue fichado por el Motagua de Honduras. Debutó con el equipo azul el 9 de agosto de 2015 en la goleada de 5-1 contra el Victoria, siendo el autor de dos asistencias en aquel partido.
Vergara sufría desde primeros de 2017 de pancitopenia, una enfermedad que está relacionada con la anemia aplásica y la leucemia. Tras una recaída fallecía el día 28 de marzo de 2018.

## Clubes
| Club              | País      | Año       |
| ----------------- | --------- | --------- |
| Cipolletti        | Argentina | 2012-2014 |
| Guillermo Brown   | Argentina | 2014      |
| Independiente (N) | Argentina | 2015      |
| Motagua           | Honduras  | 2015-2017 |

## Estadísticas
| Club                        | Temporada | Liga  | Liga  | Copa Nacional | Copa Nacional | Copa Internacional | Copa Internacional | Total | Total |
| Club                        | Temporada | Part. | Goles | Part.         | Goles         | Part.              | Goles              | Part. | Goles |
| --------------------------- | --------- | ----- | ----- | ------------- | ------------- | ------------------ | ------------------ | ----- | ----- |
| Cipolletti Argentina        | 2012/13   | 21    | 7     | 1             | 0             | -                  | -                  | 22    | 7     |
| Cipolletti Argentina        | 2013/14   | 26    | 2     | 5             | 1             | -                  | -                  | 31    | 3     |
| Cipolletti Argentina        | Total     | 47    | 9     | 6             | 1             | 0                  | 0                  | 53    | 10    |
| Guillermo Brown Argentina   | 2014      | 10    | 2     | 0             | 0             | -                  | -                  | 10    | 2     |
| Guillermo Brown Argentina   | Total     | 10    | 2     | 0             | 0             | 0                  | 0                  | 10    | 2     |
| Independiente (N) Argentina | 2015      | 9     | 4     | 1             | 0             | -                  | -                  | 10    | 4     |
| Independiente (N) Argentina | Total     | 9     | 4     | 1             | 0             | 0                  | 0                  | 10    | 4     |
| Motagua Honduras            | 2015/16   | 41    | 8     | -             | -             | 2                  | 0                  | 43    | 8     |
| Motagua Honduras            | 2016/17   | 32    | 4     | -             | -             | -                  | -                  | 32    | 4     |
| Motagua Honduras            | Total     | 73    | 12    | 0             | 0             | 2                  | 0                  | 75    | 12    |
| Total                       | Total     | 139   | 27    | 7             | 1             | 2                  | 0                  | 148   | 28    |

## Palmarés

### Logros deportivos
| Título                       | Club            | País      | Año  |
| ---------------------------- | --------------- | --------- | ---- |
| Ascenso a Primera B Nacional | Guillermo Brown | Argentina | 2014 |

### Campeonatos nacionales
| Título          | Club    | País     | Año  |
| --------------- | ------- | -------- | ---- |
| Torneo Apertura | Motagua | Honduras | 2016 |
| Torneo Clausura | Motagua | Honduras | 2017 |

### Distinciones individuales
| Distinción                                               | Otorgada por       | Año  |
| -------------------------------------------------------- | ------------------ | ---- |
| Mejor gol nominado a los Premios Matador de ESPN         | ESPN Latinoamérica | 2016 |
| Mejor gol del Apertura 2016 de Honduras                  | Diario Diez        | 2016 |
| Mejor extranjero del año en la Liga Nacional de Honduras | Diario Diez        | 2016 |

## Muerte
Falleció el 28 de marzo de 2018, un año después de haber sido diagnosticado con leucemia.